# Paläogenetik
Die Paläogenetik ist ein wissenschaftliches Teilgebiet der Genetik. Sie befasst sich mit der Analyse genetischer Proben fossiler, subfossiler und prähistorischer Überreste von Organismen. Aus den Proben werden die Erbinformationen 
als DNA-Bruchstücke extrahiert. Diese aDNA (alte DNA) wird mittels Polymerasekettenreaktion kloniert und sequenziert.
Die Paläogenetik ist ein relativ junger Wissenschaftszweig. Den Begriff der Paläogenetik bildeten die beiden US-Amerikaner Linus Carl Pauling und Emile Zuckerkandl bereits 1963. Sie wiesen auf die damals noch zukünftige Möglichkeit der Rekonstruktion historischer Proteine und DNA-Sequenzen hin.
Die erste aDNA-Sequenz wurde 1984 von der Arbeitsgruppe um Allan Wilson publiziert. Es handelte sich um mitochondriale DNA aus getrockneter Skelettmuskulatur eines Quagga (eine 1883 ausgerottete Zebra-Form). Die DNA wurde aus einer Museumsprobe isoliert und kloniert. 1985 veröffentlichte Svante Pääbo eine Arbeit über die Isolierung und Klonierung von aDNA aus einer 2400 Jahre alten ägyptischen Kindermumie. Pääbo gilt als Begründer der systematischen Paläogenetik. Dafür wurde er mit dem Nobelpreis für Physiologie oder Medizin 2022 ausgezeichnet.
In internationaler Zusammenarbeit untersuchte man 356 alte Genome von Jägern und Sammlern, die vor 35000 bis 5000 Jahren im westlichen und zentralen Eurasien gelebt hatten. Diese Spanne von 30000 Jahren reichte von der späten Altsteinzeit bis in die Jungsteinzeit. 
Es ging darum, die wechselseitigen Veränderungen zwischen den Genomen der Jäger-Sammler in Eurasien mit bestmöglicher Auflösung zu ermitteln. Das südwestliche und westliche Europa bot den Menschengruppen klimatische Zufluchtsorte, als es in der letzten Kaltzeit am kältesten war. In genetischer Hinsicht kippten hingegen die Populationen auf der italienischen Halbinsel sowie auf der osteuropäischen  Ebene. Vor etwa 14000 Jahren begann ein neuer Genom-Typ, den aus dem Magdalénien bekannten zu ersetzen und sich vom Süden über das restliche Europa auszubreiten.